# براندان جونز (مقدم برامج إذاعية)
براندان جونز (بالإنجليزية: Brendan Jones)‏ هو مقدم برامج إذاعية أسترالي، ولد في 3 أبريل 1968 في سيدني في أستراليا.

## وصلات خارجية
- براندان جونز على موقع IMDb (الإنجليزية)